# Papilio antimachus
Papilio antimachus là một loài bướm thuộc họ Papilionidae. Nó có sải cánh dài từ 180 đến 230 mm và là loài bướm lớn nhất châu Phi. Papilio antimachus sống trong các rừng mưa nhiệt đới của Trung Phi. Khu vực phân bố của chúng kéo dài qua Angola, Cameroon, Cộng hòa Dân chủ Congo, Cộng hòa Congo, Gabon, Ghana, Ivory Coast, Liberia, Nigeria, Sierra Leone, Uganda và Zaïre. Con đực lớn hơn con cái và có thể thường được tìm thấy thành đàn lấy mật. Con cái ít thể hiện chúng, bay liên tục bên trên ngọn cây. Chúng không có kẻ thù ăn ngày do có chất rất độc, có lẽ là độc nhất trong tất cả các loài bướm.